# شهرستان ریخنوف ناد کنیژنوو
ناحیهٔ ریخنوف ناد کنیژنوو (به لاتین: Rychnov nad Kněžnou District) یک ناحیه در جمهوری چک است که در منطقه هرادتس کرالووه واقع شده‌است. ناحیهٔ ریخنوف ناد کنیژنوو ۹۸۱٫۷۸ کیلومتر مربع مساحت و ۷۸٬۶۴۰ نفر جمعیت دارد.